# Life Cycle
Life Cycle is het debuutalbum van Sieges Even, uitgebracht in 1988 door Steamhammer / SPV.

## Track listing
1. "Repression And Resistance" - 5:50
2. "Life Cycle" - 5:04
3. "Apocalyptic Disposition" - 6:10
4. "The Roads To Iliad (Instrumental)" - 5:01
5. "David" - 8:18
6. "Straggler From Atlantis" - 12:30
7. "Arcane" - 0:59

## Band
- Franz Herde - Zanger
- Markus Steffen - Gitarist
- Oliver Holzwarth - Bassist
- Alex Holzwarth - Drummer